# Retrato de mujer de amarillo
El Retrato de mujer de amarillo es una pintura del artista italiano Andrea del Sarto, que ha quedado inacabada. Forma parte de la Royal Collection del Reino Unido.

## Historia
El retrato fue realizado por Andrea del Sarto en la última fase de su vida, de hecho es probable que fuera su propia muerte repentina causada por la peste lo que impidió su terminación. La datación así pues se sitúa entre 1529 y 1530.
No se conocen con precisión los acontecimientos relativos a su realización y los diversos desplazamientos en los cuales se implicó el retrato, pero se sabe su último destino, Inglaterra. El retrato se registra con certeza por primera vez en las colecciones del Castillo de Windsor en la década de 1830 y probablemente fue adquirido por el rey Carlos II o por Federico, príncipe del Gales, o el rey Jorge III, en un periodo comprendido entre el siglo XVII y el siglo XIX.
A día de hoy forma parte de la Royal Collection del Reino Unido.

## Descripción
La obra es una pintura al óleo y lápiz sobre tabla de chopo que, en cuanto al soporte original, medía 64,3 cm de alto, 50,1 cm de ancho y 1,7 cm de grosor. Sin embargo, posteriormente al panel de madera le fue añadido lienzo en los bordes, aumentando las dimensiones a 65,7 × 50,3 × 1,7 cm.
A pesar de ser un trabajo no finalizado, el retrato tiene sin embargo su importancia porque proporciona una visión interesante de cómo debía verse una pintura en un estudio artístico del Renacimiento, antes de ser completada.
La obra es el retrato del busto y cabeza de una mujer vista de tres cuartos en una composición muy sencilla, sin la distracción de las manos, los accesorios o el fondo. Es probable que el artista estuviera trabajando a partir de un dibujo detallado, tomado del natural.
La parte más refinada es el rostro de la dama, finamente trazado y alisados los tonos de piel, con una mirada seria y enigmática, marcados los párpados, como queriendo revelar cansancio y melancolía. Para dar más sustancia y sugestión está el juego de sombras y luces, con estas últimas muy intensas sobre el lado izquierdo de la pintura contrastando con las primeras sobre el lado derecho, más tenues y temblorosas. Las partes más completas son el cuello y la parte izquierda (derecha para la dama) del rostro, mientras la parte menos definida del rostro es la derecha y la frente; especialmente, el color en esta última zona aparece aplicado de modo sutil y abocetado, dejando traslucir parte de la base subyacente.
Contrastando con la solidez de la carnación, en cambio, está el vestido de la dama de un amarillo brillante. En este caso es ampliamente visible la imprimación, la primera capa de material que se aplica al fondo en bruto, sobre el que se han aplicado pinceladas libremente para crear los pliegues angulosos de las mangas con el color ocre y un pincel bastante ancho; el artista también ajustó el color con la palma de la mano y los dedos.
Característico es el modo en el que la modelo emerge del fondo oscuro, modulado entre un cálido rojo oscuro y marrón.
Finalmente, la dama habría llevado un balzo, un tipo particular de tocado, que aquí es de color verde, pero solo está esbozado.